# Yaqui

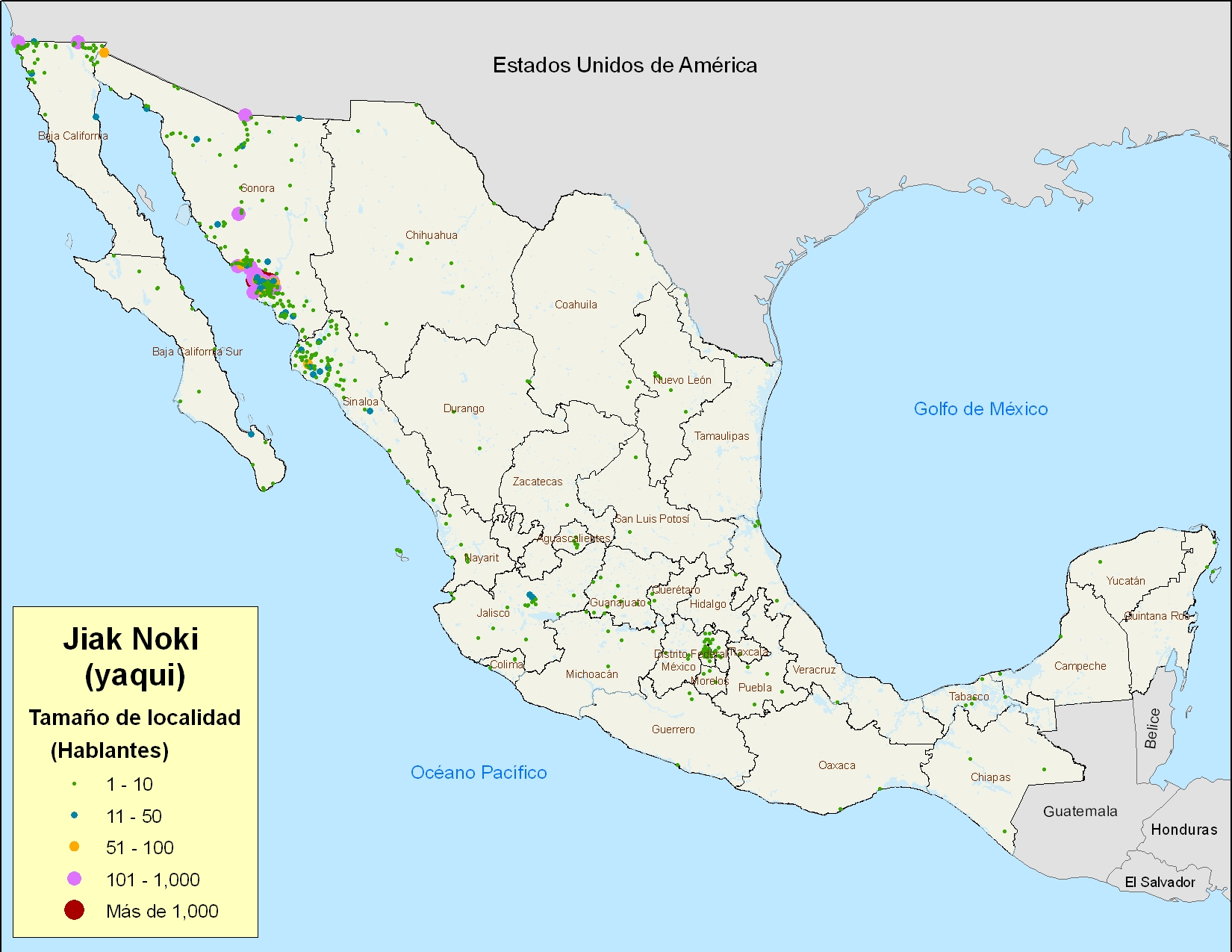
Localització dels parlants de la llengua a Mèxic.

El yaqui (autoanomenat yoeme o yoem noki, AFI: [joʔem noki] o [hiak noːki]) és una llengua uto-asteca del grup de llengües taracahites parlada per l'ètnia dels yaquis a Sonora i Arizona (Tribu Pascua Yaqui). Cáhita és un terme que denomina a una agrupació lingüística o racial.

## Nom de la llengua
Històricament han existit noms diferents per referir-se a l'ètnia yaqui. Així es troba junta a la forma de plural hiakim, la forma de singular hiaki - i amb la influència de l'ortografia castellà podem veure jiaqui. Yaqui és una grafia relativament moderna, ja que la forma etimològica és hiaqui. Pel que sembla els indígenes van prendre el seu nom de hia, que significa veu i així mateix crit o cridar, i baqui, que és riu, connotant 'els del riu que parlen a crits'.
Ells a si mateixos es diuen yoreme autònim que significa precisament 'gent', en contraposició als qui no són yaquis o yori que significa '[bèstia] feroç'. És curiós observar el sentit d'aquestes paraules en la composició de les que entren yori o yoreme:
- Yori: Aioiore, acatar, tenir respecte; ioretiutuame, afrontador; iorevebia, assot, fuet; ioresuame, matador de gent.
- Yoreme: ioremraua, humanitat; ioremte, engendrar; ioremtua, adquirir seny.

Com es veu la connotació de yori, blanc, conqueridor, crioll, es refereix al que és extern o diferent. Encara el mateix aioiore, acatar, tenir respecte, es refereix a un acatament imposat, exigit i tirànic. 

### Dialectes
El yaqui i el mayo podrien considerar-se dues variants de la mateixa llengua, ja que tenen fins a un 90% d'intel·ligibilitat mútua. De fet, la distinció entre les llengües yaqui i mayo és més d'ordre polític o ètnic que lingüístic, i en algunes ocasions se les hi considera com una mateixa llengua, anomenada llengua cáhita. A aquest grup (cahita) va pertànyer la llengua ópata, extingida des de mitjan segle xx.

### Estatus oficial
Aquesta llengua juntament amb totes les llengües indígenes de Mèxic i l'espanyol van ser reconegudes com a "llengües nacionals" a causa de la Ley General de Derechos Lingüísticos de los Pueblos Indígenas promulgada i publicada l'any 2003.

## Fonologia
L'idioma yaqui és una mica difícil de pronunciar correctament per als hispans: els sons finals de paraules són sords (no produeixen vibració de les cordes vocals), l'ús de l'oclusiva glotal, i hi ha ús de tons entre els vells parlants de la llengua.
Les següents taules mostren els fonemes de la llengua yaqui:

### Vocals
|         | Anterior | Central | Posterior |
| ------- | -------- | ------- | --------- |
| Tancada | i, iː    |         | u, uː     |
| Mitjana | e, eː    |         | o, oː     |
| Oberta  |          | a, aː   |           |

- La llengua yaqui compta amb un grup consonàntic: [k‿t] <kt>.

### El to
La llengua yaqui es caracteritza per tenir tons en les seves paraules. Sembla que en aquesta llengua hom pot trobar-hi fins a quatre tons distints, que són:
to lleuger (a) p. ej.: takaa: ser humà
to alt (á) p. ej.: tá'a: conèixer
to ascendent (aá) p. ej.: taá'a: sol
to descendent (aà) p. ej.: wáate: recordar
Algunes paraules que es diferencien pel seu to: 
(1a) wáate: recordar
(1b) waáte: altres
(2a) yóoko: tigre
(2b) yoóko: cel
(3a) joá: prendre
(3b) joóa: fer

## Escriptura
| Lletres de l'alfabet yaqui | Lletres de l'alfabet yaqui | Lletres de l'alfabet yaqui | Lletres de l'alfabet yaqui | Lletres de l'alfabet yaqui | Lletres de l'alfabet yaqui | Lletres de l'alfabet yaqui | Lletres de l'alfabet yaqui | Lletres de l'alfabet yaqui | Lletres de l'alfabet yaqui | Lletres de l'alfabet yaqui | Lletres de l'alfabet yaqui | Lletres de l'alfabet yaqui | Lletres de l'alfabet yaqui | Lletres de l'alfabet yaqui | Lletres de l'alfabet yaqui | Lletres de l'alfabet yaqui | Lletres de l'alfabet yaqui | Lletres de l'alfabet yaqui | Lletres de l'alfabet yaqui | Lletres de l'alfabet yaqui | Lletres de l'alfabet yaqui | Lletres de l'alfabet yaqui | Lletres de l'alfabet yaqui | Lletres de l'alfabet yaqui | Lletres de l'alfabet yaqui | Lletres de l'alfabet yaqui | Lletres de l'alfabet yaqui | Lletres de l'alfabet yaqui | Lletres de l'alfabet yaqui | Lletres de l'alfabet yaqui | Lletres de l'alfabet yaqui | Lletres de l'alfabet yaqui | Lletres de l'alfabet yaqui | Lletres de l'alfabet yaqui |
| -------------------------- | -------------------------- | -------------------------- | -------------------------- | -------------------------- | -------------------------- | -------------------------- | -------------------------- | -------------------------- | -------------------------- | -------------------------- | -------------------------- | -------------------------- | -------------------------- | -------------------------- | -------------------------- | -------------------------- | -------------------------- | -------------------------- | -------------------------- | -------------------------- | -------------------------- | -------------------------- | -------------------------- | -------------------------- | -------------------------- | -------------------------- | -------------------------- | -------------------------- | -------------------------- | -------------------------- | -------------------------- | -------------------------- | -------------------------- | -------------------------- |
| A                          | B                          | Bw                         | Ch                         | D                          | E                          | F                          | G                          | J                          | I                          | K                          | KP                         | L                          | M                          | N                          | O                          | P                          | R                          | S                          | T                          | U                          | V                          | W                          | Y                          | '                          |                            |                            |                            |                            |                            |                            |                            |                            |                            |                            |
| a                          | b                          | bw                         | ch                         | d                          | e                          | f                          | g                          | j                          | i                          | k                          | kt                         | l                          | m                          | n                          | o                          | p                          | r                          | s                          | t                          | u                          | v                          | w                          | y                          | '                          |                            |                            |                            |                            |                            |                            |                            |                            |                            |                            |
| Valors fonètics            |                            |                            |                            |                            |                            |                            |                            |                            |                            |                            |                            |                            |                            |                            |                            |                            |                            |                            |                            |                            |                            |                            |                            |                            |                            |                            |                            |                            |                            |                            |                            |                            |                            |                            |
| a                          | b~β                        | bʷ                         | t͡ʃ                         | d                          | e                          | f                          | ɡ                          | h                          | i                          | k                          | k‿t                        | l                          | m                          | n                          | o                          | p                          | r                          | s                          | t                          | u                          | β                          | w                          | j                          | ʔ                          |                            |                            |                            |                            |                            |                            |                            |                            |                            |                            |

- Les vocals llargues s'escriuen amb doble vocal <aa, ee, ii, oo, uu>.
- Les consonants, i només s'empren en prestem de l'espanyol.
- Els escriptors yaquis mexicans prefereixen emprar només la consonant <b> per la [b] i [β].
- Els yaquis dels Estats Units d'Amèrica solen emprar <h> per al so [h], mentre que a Mèxic s'empra <j>.

## Altres característiques
En la llengua yaqui hi ha diferències en la parla de l'home i de la dona, és a dir, hi ha paraules d'ús exclusiu per a les dones i unes altres per als homes. P. ex.:
(1a) ¿jáisa jíuwa? '¿què fas?, ¿què tal?'
(1b) -kaáchini '¡res!'
(1c) -kaá móntiwa '¡res!'
Podem veure llavors que en (1a) la pregunta va ser feta per un home o dona; en (1b) la resposta és d'una dona; en (1c) la resposta és d'un home, aquí es veu clar algunes diferències en la parla de l'home i de la dona.

## Revitalització lingüística i ensenyament
En 2009 el consell tribal Pascua Yaqui i la Universitat d'Arizona col·laboraren en un programa en el qual els ancians tribals ensenyaven el yaqui a les famílies. Així en 2010 es va posar en marxa a la Universitat un projecte de revitalització, "usant cintes d'àudio de 30 anys d'antigüitat gravats pel membre de la tribu Maria Leyva." A partir de 2012 "qualsevol material didàctic, eines, lliçons, lliçons d'àudio, etc" al web de la Tribu Pascua Yaqui era "restringit únicament als 'membres registrats de la tribu'." Segons el cens dels Estats Units del 2000 només 510 persones declararen parlar yaqui.

## Ús als mitjans
A l'emissora de ràdio XEETCH d'Etchojoa (Sonora), dependent de la CNDPI, s'emet en mayo i yaqui.